# German Masters (Fechten)
Die German Masters waren eine Turnierserie des Deutschen Fechter-Bundes, die im Jahr 2020 bzw. 2021 als Ersatz für die wegen COVID-19-Pandemie ausgefallenen Deutschen Meisterschaften ausgetragen wurde. An mehreren Austragungsorten fanden Einzelwettbewerbe in allen drei Disziplinen Florett, Degen und Säbel statt. Mannschaftswettbewerbe gab es keine.

## Modus
Bei den German Masters traten jeweils bis zu 16 Fechter an, die ausschließlich aus Athleten des Bundeskaders bestanden. Im Gegensatz zu den Deutschen Meisterschaften gab es keine Möglichkeit der Qualifikation über Landesverbandsmeisterschaften oder die deutsche Rangliste.
Es wurde jeweils eine Vorrunde und anschließend eine Direktausscheidung ausgefochten. Ein Gefecht um den dritten Platz gab es nicht, sodass in jeder Disziplin zwei Fechter eine Bronzemedaille gewannen.

## German Masters

### Florett
Die Wettbewerbe wurden am 12. und 13. Dezember 2020 in Tauberbischofsheim ausgetragen.

#### Herren
| Platz | Sportler        | Verein                |
| ----- | --------------- | --------------------- |
| 1     | Luis Klein      | FC Tauberbischofsheim |
| 2     | Felix Klein     | FC Tauberbischofsheim |
| 3     | Alexander Kahl  | TG Hanau              |
| 3     | Tom-Florin Löhr | TG Münster            |

#### Damen
| Platz | Sportler            | Verein                 |
| ----- | ------------------- | ---------------------- |
| 1     | Leonie Ebert        | Future Fencing Werbach |
| 2     | Carolin Golubytskyi | Future Fencing Werbach |
| 3     | Aliya Dhuique-Hein  | FC Tauberbischofsheim  |
| 3     | Leandra Behr        | FC Tauberbischofsheim  |

### Degen
Die Wettbewerbe wurden am 5. und 6. Dezember 2020 in Leipzig ausgetragen.

#### Herren
| Platz | Sportler           | Verein                  |
| ----- | ------------------ | ----------------------- |
| 1     | Marco Brinkmann    | TSV Bayer 04 Leverkusen |
| 2     | Richard Schmidt    | FC Tauberbischofsheim   |
| 3     | Samuel Unterhauser | FC Tauberbischofsheim   |
| 3     | Paul Veltrup       | FC Krefeld              |

#### Damen
| Platz | Sportler             | Verein                  |
| ----- | -------------------- | ----------------------- |
| 1     | Noémi Meszaros       | FC Tauberbischofsheim   |
| 2     | Gala Hess Sancho     | TSV Bayer 04 Leverkusen |
| 3     | Felicitas Grollmisch | FC Leipzig              |
| 3     | Lara Goldmann        | TSV Bayer 04 Leverkusen |

### Säbel
Die Wettbewerbe wurden am 20. und 21. Februar 2021 in Bonn ausgetragen.

#### Herren
| Platz | Sportler        | Verein             |
| ----- | --------------- | ------------------ |
| 1     | Matyas Szabo    | TSV Bayer Dormagen |
| 2     | Richard Hübers  | TSV Bayer Dormagen |
| 3     | Max Hartung     | TSV Bayer Dormagen |
| 3     | Benedikt Wagner | TSV Bayer Dormagen |

#### Damen
| Platz | Sportler        | Verein             |
| ----- | --------------- | ------------------ |
| 1     | Julika Funke    | FC Würth Künzelsau |
| 2     | Larissa Eifler  | TSV Bayer Dormagen |
| 3     | Elisabeth Gette | FC Würth Künzelsau |
| 3     | Léa Krüger      | TSV Bayer Dormagen |

## German Masters Serie B

### Florett
Die Wettbewerbe wurden am 13. und 14. März 2021 in Tauberbischofsheim ausgetragen.

#### Herren
| Platz | Sportler                | Verein      |
| ----- | ----------------------- | ----------- |
| 1     | André Sanità            | OFC Bonn    |
| 2     | Alexander Kahl          | TG Hanau    |
| 3     | Peter Joppich           | CTG Koblenz |
| 3     | Nils Alexander Fabinger | FC Moers    |

#### Damen
| Platz | Sportler           | Verein                 |
| ----- | ------------------ | ---------------------- |
| 1     | Anne Sauer         | Future Fencing Werbach |
| 2     | Leonie Ebert       | Future Fencing Werbach |
| 3     | Aliya Dhuique-Hein | FC Tauberbischofsheim  |
| 3     | Leandra Behr       | FC Tauberbischofsheim  |

### Degen
Die Wettbewerbe wurden am 6. und 7. März 2021 in Bonn ausgetragen.

#### Herren
| Platz | Sportler        | Verein                  |
| ----- | --------------- | ----------------------- |
| 1     | Lukas Bellmann  | TSV Bayer 04 Leverkusen |
| 2     | Stephan Rein    | Heidenheimer SB         |
| 3     | Rico Braun      | FC Tauberbischofsheim   |
| 3     | Marco Brinkmann | TSV Bayer 04 Leverkusen |

#### Damen
| Platz | Sportler         | Verein                  |
| ----- | ---------------- | ----------------------- |
| 1     | Beate Christmann | FC Tauberbischofsheim   |
| 2     | Alexandra Ndolo  | TSV Bayer 04 Leverkusen |
| 3     | Alexandra Ehler  | TSV Bayer 04 Leverkusen |
| 3     | Katrin Meißner   | FC Tauberbischofsheim   |

### Säbel
Die Wettbewerbe wurden am 26. und 27. Juni 2021 in Bonn ausgetragen.

#### Herren
| Platz | Sportler        | Verein             |
| ----- | --------------- | ------------------ |
| 1     | Eric Seefeld    | TSV Bayer Dormagen |
| 2     | Bas Wennemar    | TSV Bayer Dormagen |
| 3     | Colin Heathcock | TSG Eislingen      |
| 3     | Luis Bonah      | TSV Bayer Dormagen |

#### Damen
| Platz | Sportler           | Verein             |
| ----- | ------------------ | ------------------ |
| 1     | Elisabeth Gette    | FC Würth Künzelsau |
| 2     | Julika Funke       | FC Würth Künzelsau |
| 3     | Laura Ziob         | CTG Koblenz        |
| 3     | Tiziana Nitschmann | FC Würth Künzelsau |